# Tescani, Bacău
Tescani (în trecut, Tețcani) este un sat în comuna Berești-Tazlău din județul Bacău, Moldova, România.

## Cadrul natural
Localitatea Tescani este situată în depresiunea Tazlău-Cașin, la confluența dintre Tazlăul Sărat și Tazlăul Mare. Din punct de vedere hidrografic, regiunea are, pe lângă cele 2 râuri, numerose pâraie, iar stratul acvifer este sărac și la mare adâncime. La est, satul este mărginit de Tazlăul Sărat iar la vest de o culme deluroasă cu o altitudine maximă de aproximativ 423 m și o orientare N-V, numită Dealul Merilor.
Substratul geologic al regiunii este constituit din fliș carpatic, alcătuit în mare parte din formațiuni cretacice și paleogene, dispuse în pânze ce se desfășoară de la vest la est. În cea mai mare parte, valea Tazlăului este recentă: pleistocen-quaternar, formată din depozite aluvionare. Solurile din zona dealurilor subcarpatice sunt predominate de soluri brun-podzolice și solurile podzolico-argilo-aluvionare. Solurile podzolice s-au format în condițiile fitoclimatice ale pădurii de gorun sau ale pădurii în amestec de gorun și fag.
Din punctul de vedere al vegetației, regiunea satului Tescani este situată în subetajul gorunetelor, relieful cel mai coborât din cadrul etajului nemoral, fiind constituit dintr-un amestec de quercinee, în special gorun (Quercus petrea) și fag (Fagus sylvatica), alături de carpen (Carpinus betulus), tei (Tilia tomentosa, T.cordata), frasin (Fraxinus excelsior). Subarboretul este format din alun (Corylus avelana), corn (Cornus mas), soc (Sambucus nigra) și măceș (Rosa canina).

## Centrul de cultură „Rosetti-Tescanu”
În Tescani există de asemenea o casă memorială aparținând familiei Rosetti-Tescanu, apoi Marucăi Cantacuzino și compozitorului George Enescu, care a trăit și a compus câteva lucrări aici, între care și o parte din opera Oedip. Astăzi este cunoscută sub numele: „Centrul de cultură Rosetti-Tescanu”. Aici se desfășoară anual și un festival de muzică clasică (Orfeul Moldav) cu Filarmonica „Mihail Jora” din Bacău.
Scriitorul și filosoful Andrei Pleșu a fost exilat aici pentru o perioadă de timp, în ultimii ani ai perioadei comuniste, ceea ce l-a determinat să scrie și un jurnal, Jurnalul de la Tescani, apărut la editura Humanitas în diferite reeditări.
Anual, se desfășoară școli de vară, cu pictori din țară și străinătate, cu precădere din Franța și Belgia. Aceștia sunt atrași de locuri (locuri pe care însuși George Enescu le-a apreciat, exprimându-și dorința să fie înmormântat alături de soția sa aici).